# Windows Phone 8.1
Windows Phone 8.1, anunțat la Microsoft's Build Conference în San Francisco, California, pe 2 aprilie 2014, este generația a treia a sistemelor de operare mobile a companiei Microsoft – Windows Phone, succedând Windows Phone 8. A fost lansat în forma finală dezvoltatorilor Windows Phone pe 14 aprilie 2014, devenind disponibil general pe 15 iulie 2014 și suportat oficial de Microsoft de la 3 august 2014.. Toate telefoanele care rulau pe Windows Phone 8 au beneficiat de upgrade la Windows Phone 8.1 în lunile următoare..
Este ultima editie de sistem de operare promovat sub marca Windows Phone. Pe 30 septembrie 2015 Microsoft a anuntat lansarea urmatoarei editii, Windows 10 Mobile.

## Telefoane echipate cu sistem de operare Windows Phone 8.1
- Microsoft Lumia 430 - Aprilie 2015
- Microsoft Lumia 435 - Februarie 2015
- Microsoft Lumia 530 - August 2014
- Microsoft Lumia 630 - Mai 2014
- Microsoft Lumia 730 - Septembrie 2014
- Microsoft Lumia 830 - Septembrie 2014
- Microsoft Lumia 930 - Iulie 2014